# ケビン・クロスリー＝ホランド
ケビン・クロスリー＝ホランド（Kevin John William Crossley-Holland,1941年2月7日 –  ）は、イギリス人児童文学作家である。
1941年、イギリス生まれ。オックスフォード大学で学んだ。
1985年にカーネギー賞、2001年にガーディアン賞を受賞した。

## 受賞歴
- カーネギー賞　1985年　（Storm （『あらし』）に対して）
- ガーディアン賞　2001年 （The Seeing Stone（『ふたりのアーサー』第一巻）に対して）

## 主な著書
- Storm
- The Green Children（『グリーングリーンの国から ― ふしぎな子どもたちの伝説』）(1966)
- The Wildman (1976)
- The Wuffings (1999)
- Arthur-Saga
  - Arthur – en:The Seeing Stone（『ふたりのアーサー〈1〉予言の石』）
  - Arthur – At the Crossing Places（『ふたりのアーサー〈2〉運命の十字』）
  - Arthur – King of the Middle March（『ふたりのアーサー〈3〉王の誕生』）

## 日本語訳された作品
- 『北欧神話』山室静・米原まり子共訳、青土社、1983年、ASIN B000J77GKG
  - 『北欧神話物語』山室静・米原まり子共訳、青土社、1991年新版、ISBN 978-4-7917-5149-5
- 『あらし』くれよん文庫、島田香訳、中村悦子絵、ほるぷ出版、1990年
- 『グリーングリーンの国から ― ふしぎな子どもたちの伝説』、戸田奈津子訳、アラン・マークス絵、太平社、1995年
- 『ふたりのアーサー〈1〉予言の石』亀井よし子訳、ソニー・マガジンズ、2002年
- 『ふたりのアーサー〈2〉運命の十字』亀井よし子訳、ソニー・マガジンズ、2002年
- 『ふたりのアーサー〈3〉王の誕生』亀井よし子訳、ソニー・マガジンズ、2005年